# Marko Paasikoski
Marko "Make" Juhani Paasikoski (Kemi, Finlandia 10 de junio de 1978) fue el bajista de la banda finlandesa de power metal Sonata Arctica. Como miembro fundador de la banda, originalmente desempeñó el papel de segunda guitarra cuando aún tenían el nombre de Tricky Beans, pero la abandonó luego de la grabación de su tercer demo, llamado PeaceMaker. Se reintegró a la banda en el 2000, luego del EP Sucessor, cuando la banda necesitaba de un nuevo bajista luego del retiro de Janne Kivilahti. 
Usa bajos Ibanez y menciona a Sex Pistols, Iron Maiden, Metallica, Testament, Helloween y Cannibal Corpse como sus más grandes influencias musicales.